# Lassie – Eine abenteuerliche Reise
Lassie – Eine abenteuerliche Reise (Arbeitstitel: Lassie Come Home) ist ein deutscher Spielfilm von Hanno Olderdissen aus dem Jahr 2020 mit Nico Marischka, Sebastian Bezzel und Anna Maria Mühe. Das Drehbuch von Jane Ainscough basiert auf der literarischen Vorlage von Eric Knight mit dem Collie Lassie als Hauptfigur. Premiere war am 16. Februar 2020 im Berliner Zoo Palast. Der Kinostart erfolgte in Deutschland und Österreich am 20. Februar 2020.

## Handlung
Der zwölfjährige Florian, genannt „Flo“, lebt mit seinem Vater Andreas, seiner hochschwangeren Mutter Sandra sowie seinem Collie Lassie in einem idyllischen Dorf in Bayern. Flo und Lassie sind die besten Freunde. Florians Vater verliert seinen Job als Glasbläser, da der Traditionsbetrieb des Grafen von Sprengel in Insolvenz gehen muss. Darum musste Flos Familie vor kurzem vom eigenen Haus in eine Mietwohnung umziehen. Die Vermieterin mag Lassie nicht und pocht auf den Mietvertrag, der nur Kleintiere erlaubt. Deshalb gibt Andreas Lassie erst einmal vorübergehend zum Grafen in Pflege, dessen Enkelin Priscilla sich um sie kümmern soll. Florian ist am Boden zerstört, weil er die Hündin Lassie abgeben muss.
Auch der Graf hat wegen der Insolvenz große Geldsorgen. Kurzfristig muss er an die Nordsee reisen, um sein dortiges Ferienhaus zu räumen. Priscilla überredet ihn, sie und Lassie mitzunehmen. Nachdem der Hausmeister Lassie schlecht behandelt, nimmt sie in einem unbeobachteten Moment Reißaus und macht sich auf eine abenteuerliche Reise zurück nach Süddeutschland zu Flo, der sich zwischenzeitlich ebenfalls auf die Suche nach seiner Hündin gemacht hat.

## Produktion und Hintergrund

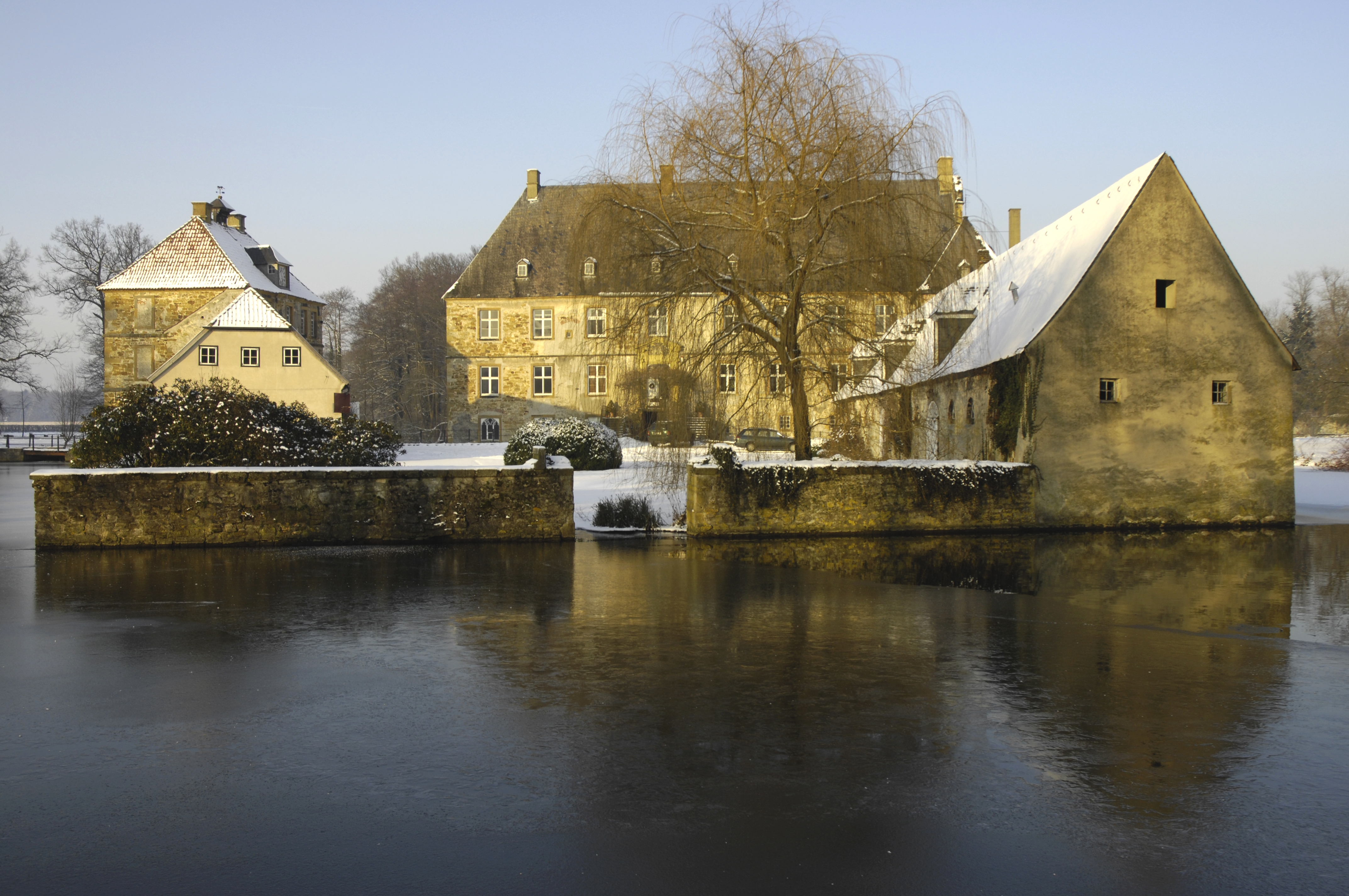
Einer der Drehorte: das Wasserschloss Tatenhausen

Die Dreharbeiten fanden vom 28. Mai bis zum 30. Juli 2019 in Berlin, Brandenburg, Schleswig-Holstein, Nordrhein-Westfalen, Baden-Württemberg und Tschechien statt. Drehorte waren unter anderem das Wasserschloss Tatenhausen sowie das Klinikum Halle (Westfalen).
Produziert wurde der Film von der Henning Ferber Filmproduktions GmbH, der LCH Film, der Warner Bros. Filmproduktion GmbH, der Traumfabrik Babelsberg GmbH sowie der Südstern Film GmbH & Co. KG.
Unterstützt wurde die Produktion von der Medienboard Berlin-Brandenburg GmbH, der Filmförderung Hamburg Schleswig-Holstein, der Film- und Medienstiftung NRW, der Medien- und Filmgesellschaft Baden-Württemberg, dem Deutschen Filmförderfonds sowie dem Tschechischen Staatsfonds der Kinematografie.
Für den Ton zeichnete André Zacher verantwortlich, für das Szenenbild Josef Sanktjohanser, für das Kostümbild Christine Zahn und für die Maske Astrid Mariaschk.
Lassie wurde hauptsächlich vom Rüden Bandit von der Film-Tier-Ranch von Renate Hiltl im Landkreis Freising gespielt. Außerdem kamen zwei Doubles zum Einsatz.
Der Film ist ein Remake von Heimweh (Originaltitel Lassie Come Home, 1943) bzw. Lassie kehrt zurück (2005). Das Grundthema des Films wurde unter anderem auch mit Die unglaubliche Reise (1963), Zurück nach Hause – Die unglaubliche Reise (1993) und Die unglaublichen Abenteuer von Bella (2019) verfilmt.

## Rezeption
Antje Wessels bezeichnete den Film auf Quotenmeter.de als „richtig gut produziertes Familienkino“ und „Abenteuerkomödie für die ganze Familie, an der es absolut nichts auszusetzen gibt.“ Olderdissens Abenteuerfilm arbeite die Seele der Originalvorlage kongenial heraus und verpacke sie in ein zeitgemäßes Gewand für Jung und Alt, das mit Herz(blut), Drama, Spannung und einer umwerfenden Mensch-Tier-Interaktion besteche. Der obligatorische Slapstick halte sich in Grenzen, zudem verzichte Olderdissen darauf, sich „mittels Jugendsprech, Hip-Hop-Mukke und Co. bei den Kids anzubiedern.“
Markus Tschiedert befand auf Filmstarts.de, dass man sich für Lassies Rückkehr ein konzentrierteres, weniger überladenes Drehbuch gewünscht hätte. So liege der Fokus zu sehr auf den zu vielen menschlichen Figuren und zu wenig auf den wirklich tollen Hundeszenen. Im Gegensatz zu dem am selben Tag in den deutschen Kinos startenden Hundeabenteuer Ruf der Wildnis stammt Lassie hier nicht aus dem Computer. Das spüre man und deshalb liebe man Lassie.
Peter Slavin schrieb in TV-Media, dass der Film alles in allem ein „nett-harmloses Produkt für die ganze Familie“ wurde – mit dem ganz großen Vorteil gegenüber Ruf der Wildnis, dass der Hund hier echt ist.